# 兵庫県道380号江井ヶ島大久保停車場線
兵庫県道380号江井ヶ島大久保停車場線（ひょうごけんどう380ごう えいがしまおおくぼていしゃじょうせん）は、兵庫県明石市を通る一般県道である。

## 概要
明石市大久保町江井島から明石市大久保町駅前1丁目に至る。

### 路線データ
- 起点：明石市大久保町江井島
- 終点：明石市大久保町駅前1丁目（大久保駅北交差点、JR西日本山陽本線 大久保駅前）
- 総延長：3.525 km

## 路線状況
大久保駅南地区の宅地開発以前は谷池交差点を直進し、道なりに進み、JR西日本山陽本線 大久保駅西側にあった柳田踏切（廃止）で山陽本線を越えて、そのまま大久保西交差点へと進んでいくルートをたどっていた。
大久保駅南地区の宅地開発が進み、人口が増加するにつれ、開かずの踏切による交通渋滞が慢性化し、踏切を廃止して福田アンダーパスが完成した事に伴い、県道のルートが谷池交差点を右折（大阪方面へ向かう）し、次にある皿池交差点を左折（北上）して、オーズタウンのマンション群の西側を通り、福田アンダーパスを経由し、そのまま大久保西交差点へ向かうルートに変更された。

### 重複区間
- 国道250号（明石市大久保町江井島・皿池交差点 - 明石市大久保町江井島・谷池交差点）
- 国道2号（明石市大久保町大窪・大久保西交差点 - 明石市大久保町駅町2丁目・国道大久保交差点）

## 地理

### 通過する自治体
- 明石市

### 交差する道路
| 交差する道路                                         | 交差する場所      | 交差する場所     |
| ---------------------------------------------------- | ----------------- | ---------------- |
| 兵庫県道718号明石高砂線                              | 大久保町江井島    | 江井島交差点     |
| 国道250号 / 明姫幹線 重複区間起点                    | 大久保町江井島    | 皿池交差点       |
| 国道250号 / 明姫幹線 重複区間終点                    | 大久保町江井島    | 谷池交差点       |
| 国道2号 重複区間起点                                 | 大久保町大窪      | 大久保西交差点   |
| 国道2号 重複区間終点 兵庫県道148号大久保稲美加古川線 | 大久保町駅町2丁目 | 国道大久保交差点 |

### 交差する鉄道
- 山陽電気鉄道本線
- 山陽新幹線
- 山陽本線

### 沿線
- 江井ヶ島海水浴場
- 江井ヶ島綜合市場
- 山陽電気鉄道 江井ヶ島駅
- JR西日本山陽本線 大久保駅